# تشاه حيدر بايين (غرمسار كرمان)
تشاه حیدر بایین (بالفارسية: چاه حیدر پایین) هي قرية تقع في إيران في قسم مردهك الریفي. يقدر عدد سكانها بـ 50 نسمة .